# Thomas Rudolph (Bürgerrechtler)

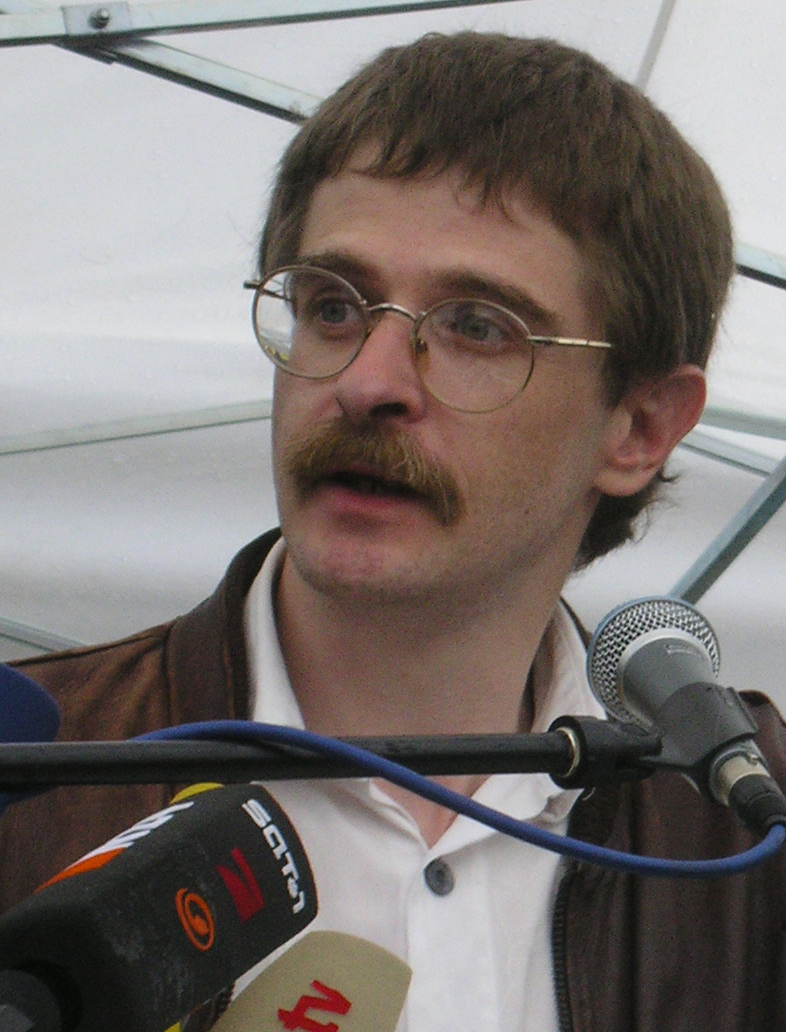
Thomas Rudolph – 2005

Thomas Rudolph (* 21. Februar 1963 in Karl-Marx-Stadt (heute wieder Chemnitz)) ist ein deutscher Bürgerrechtler. Er gehörte in den 1980er Jahren zum organisierten Widerstand in der DDR. Er gründete den Arbeitskreis Gerechtigkeit Leipzig und hat in Zusammenarbeit mit weiteren Bürgerrechtsgruppen in öffentlichen Aktionen in Leipzig wesentlich durch die Organisation von Massenprotesten zur Überwindung der SED-Herrschaft beigetragen.

## Leben

### Kindheit und Jugend
Er wuchs in einer evangelisch-lutherischen Familie als ältestes zweier Kinder auf. Seine Eltern gehörten der technischen Intelligenz an und waren im Maschinenbau beschäftigt.
Infolge der Ablehnung des staatlich erwarteten Bekenntnisses in Form der obligaten Jugendweihe und weiterer individueller Verweigerungen gegen das indoktrinäre sozialistische Schulsystem blieb ihm die Möglichkeit verwehrt, eine Erweiterte Oberschule (das DDR-Gymnasium) zu besuchen.
Es gelang ihm jedoch an einem der wenigen kirchlichen Gymnasien, dem Proseminar der Evangelisch-Lutherischen Landeskirche Sachsens in Moritzburg, 1981 das humanistische Abitur abzulegen. Dieser Abschluss wurde vom Staat nicht allgemein als Zugangsberechtigung für staatliche Hochschulen und Universitäten anerkannt.
Danach nahm Rudolph im VEB Reifenwerk eine mehrmonatige Tätigkeit als Gummipresser im Schichtsystem auf. Für sein Engagement zugunsten der hygienischen und sonstigen Arbeitsbedingungen in der Produktion wurde er von der Belegschaft zum FDGB-Vertrauensmann gewählt.
Von 1982 bis 1983 leistete er die staatliche 18-monatige Wehrpflicht in der einzigen legalen Weise der Verweigerung ab: als Bausoldat ohne Waffe im Rahmen der Nationalen Volksarmee. Zu einer Wehrdiensttotalverweigerung vermochte er sich angesichts der Gefängnisstrafe nicht durchzuringen. Von Herbst 1983 bis 1988 studierte er Theologie an der staatlichen Martin-Luther-Universität Halle-Wittenberg und danach an der kirchlichen Hochschule Theologisches Seminar Leipzig (ThSL), wobei sein Interesse vornehmlich den historischen und philosophischen Fragen galt.

### Politisch-subversives Engagement bis zur Revolution 1989
„Seit Ende der 70er Jahre war er als Vertreter einer Jungen Gemeinde im Kreis der ehrenamtlichen Mitarbeiter des Jugendpfarramtes von Karl-Marx-Stadt in die damaligen innerkirchlichen Diskussionsprozesse im Nachgang der Ausbürgerung von Wolf Biermann und der Selbstverbrennung von Oskar Brüsewitz sowie der Proteste gegen die Einführung eines Wehrersatzdienstes in den DDR-Schulen eingebunden. Er war dabei bemüht, die christliche Jugendarbeit für politische Fragen zu sensibilisieren, und beteiligte sich an der Vorbereitung der ersten Friedensdekaden. Im Zusammenhang einer von ihm 1981 mitbegründeten kirchen-unabhängigen Friedensgruppe, welche sich u. a. mit dem Ost-West-Konflikt und der Frage der Einhaltung der Menschenrechte befasste, geriet er frühzeitig ins Blickfeld des Staatssicherheitsdienstes. Die Gruppe wurde 1982 vom Staat zerschlagen.“

1984 beteiligte sich Rudolph an einer Friedensgruppe in Halle, die sich überwiegend aus Theologie-Studenten zusammensetzte. Gemeinsam mit Freunden verweigerte er Teile der für Studenten an staatlichen Studieneinrichtungen obligatorischen Zivilverteidigungsausbildung.
1987 entschied er sich gemeinsam mit Freunden, in offenen Widerstand zum SED-Staat zu treten. Sie begründeten die Bürger- und Menschenrechtsgruppe Arbeitskreis Gerechtigkeit Leipzig. Für diesen war Rudolph ab 1988 als einer ihrer Sprecher hauptamtlich tätig. Nachdem es im Januar 1988 in Ost-Berlin zu Verhaftungen Oppositioneller im Zusammenhang mit der Luxemburg-Liebknecht-Demonstration gekommen war, gründete er den Sonnabendskreis, der sich um die Vernetzung der Oppositionsgruppen in der DDR bemühte und aus dem die erste ostdeutschlandweite Arbeitsgruppe zur Situation der Menschenrechte in der DDR entstand.
Nachdem es bei den Montagsdemonstrationen in Leipzig im September sowie im Oktober auch in Dresden und in anderen DDR-Städten zu brutalen Übergriffen auf festgenommene Demonstranten gekommen war, entwarfen Christoph Wonneberger, Kathrin Walther und Thomas Rudolph den Vorschlag zum Appell gegen Gewalt: „Reagiert auf Friedfertigkeit nicht mit Gewalt! Wir sind ein Volk!“. Am Wochenende vor dem 9. Oktober 1989 wurde der Text von drei Leipziger subversiven Gruppen überarbeitet, als Beschluss verabschiedet und in mindestens 25.000 Exemplaren gedruckt. Am Montag wurde das Flugblatt nicht nur vor dem Friedensgebet um die Leipziger Nikolaikirche, sondern in der gesamten Innenstadt verteilt. In mehreren Leipziger Kirchen wurde der Text verlesen. Die entscheidende Montagsdemonstration mit weit über 70.000 Teilnehmern verlief erstmals friedlich.

„Die Ausreiseantragsteller hatten hier nichts mehr zu verlieren, waren also viel risikofreudiger, und deshalb waren sie erst einmal, vor allem Anfang 1988, unsere Verbündeten, weil sie mit uns demonstriert haben, im Gegensatz zu vielen anderen DDR-Bürgern. […] Das Wichtigste war, zu zeigen, dass Protest möglich ist, und wir haben das immer um die Nikolaikirche herum gemacht, weil wir einen Kulminationspunkt schaffen wollten, so ähnlich wie die Solidarność das um die Brigittenkirche in Danzig gemacht hat, so ähnlich hatten wir uns das eineinhalb Jahre vorher um die Nikolaikirche ausgedacht. Und das Konzept ist letztlich aufgegangen. […] Wir hatten begrenzte Ziele: Wir wollten nur quasi das SED-Politbüro oder die Regierung, wie immer man das auch bezeichnen will, stürzen und durch eine andere ersetzen. Da wir solche begrenzten Ziele hatten, gibt es in Leipzig so gut wie niemanden unter den Bürgerrechtlern, der über den Ausgang unzufrieden ist.“

Im Jahre 1989 ging in Leipzig aus den Bürger- und Menschenrechtsgruppen Arbeitsgruppe Menschenrechte und Arbeitskreis Gerechtigkeit Leipzig mehrheitlich die Initiative Frieden und Menschenrechte Leipzig hervor, zu deren dortigen Mitbegründern Rudolph gehörte. Diese Organisation erschien den beiden subversiven Gruppen schon zuvor vorbildhaft: „Die Initiative ist angetreten, die SED zu stürzen, auch wenn sie es am Anfang nicht so gesagt hat.“
Neben Werner Fischer und Gerd Poppe wurde Rudolph zu einem von drei DDR-Sprechern der Initiative Frieden und Menschenrechte (IFM) gewählt. Zur Leipziger Montagsdemonstration am 27. November 1989 kündigte er einen Runden Tisch für die DDR an – so wie in Polen und Ungarn. Er vertrat die IFM am Runden Tisch der Stadt und des Bezirkes Leipzig in den ersten Monaten. Als Mitarbeiter des Bürgerkomitees Leipzig engagierte er sich für die Auflösung des Staatssicherheitsdienstes der DDR.

### Wirken seit der Einheit Deutschlands
1990 bis 1994 war Rudolph als Mitarbeiter der Fraktion Bündnis 90/Die Grünen im ersten demokratisch gewählten Sächsischen Landtag der Bundesrepublik tätig, zunächst als Pressereferent und danach für den innenpolitischen Sprecher der Fraktion, Michael Arnold, als dessen persönlicher Referent bzw. Berater im Untersuchungsausschuss zu Amts- und Machtmißbrauch in Folge der SED-Herrschaft.
Von 2003 bis zur Abwahl der Bundesregierung 2005 engagierte sich Thomas Rudolph als Organisator im „Aktionsbündnis Soziale Gerechtigkeit Leipzig – Nordsachsen“ für den Erhalt des Sozialstaates in den Protesten gegen die Schröderschen Konterreformen und die Hartz-Gesetze.
Von August 1991 bis Sommer 1994 wirkte Rudolph als ehrenamtlicher Archivleiter des Forschungszentrums zu den Verbrechen des Stalinismus in der DDR im Rahmen des IFM e. V. in Dresden. So unterstützte er auch die erste Publikation von Akten des MfS zur Kirchenpolitik der DDR.
Seit 1998 engagierte er sich im Archiv der Initiative Frieden und Menschenrechte Sachsen e. V. (IFM-Archiv Sachsen) im Vorstand sowie in der Forschungsarbeit, ist mithin in der DDR-Forschung und als Zeitzeuge aktiv.

## Film-Dokumentation
- The Secret Life of the Berlin Wall by diverse production Ltd. for BBC, 2009.
- Peter Grimm/ Frank Wolfgang Sonntag: Der Einfluss des Theologischen Seminars Leipzig auf die Bürgerrechtsbewegung der DDR im Magazin FAKT der ARD vom 7. Oktober 2014, 21:45 Uhr.
- Magazin FAKT im mdr vom 5. November 2019: Demonstration Leipzig 1989 – Kein Einsatzbefehl von der Staatsmacht mit Thomas Rudolph.